# Томызь (посёлок)
 Томызь  — поселок в Афанасьевском районе Кировской области в составе Лыткинского сельского поселения.

## География
Расположен на расстоянии примерно 25 км на юго-запад по прямой от райцентра поселка  Афанасьево.

## История
Основан в 1908 году, первоначальное название Лаптевская Поляна. В 1989 году учтено 379 жителей .  

## Население
Постоянное население составляло 316 человек (русские 96%) в 2002 году, 218 в 2010.